# 拟光宽甲蟹
拟光宽甲蟹（学名：Chasmocarcinops gelasimoides）为长脚蟹科宽甲蟹属的动物。分布于菲律宾、越南以及中国大陆的广东、海南岛等地，生活环境为海水，主要栖息于水深约10米以及具贝壳的沙石底。其生存的海拔上限为-10米。